# 孟宗山

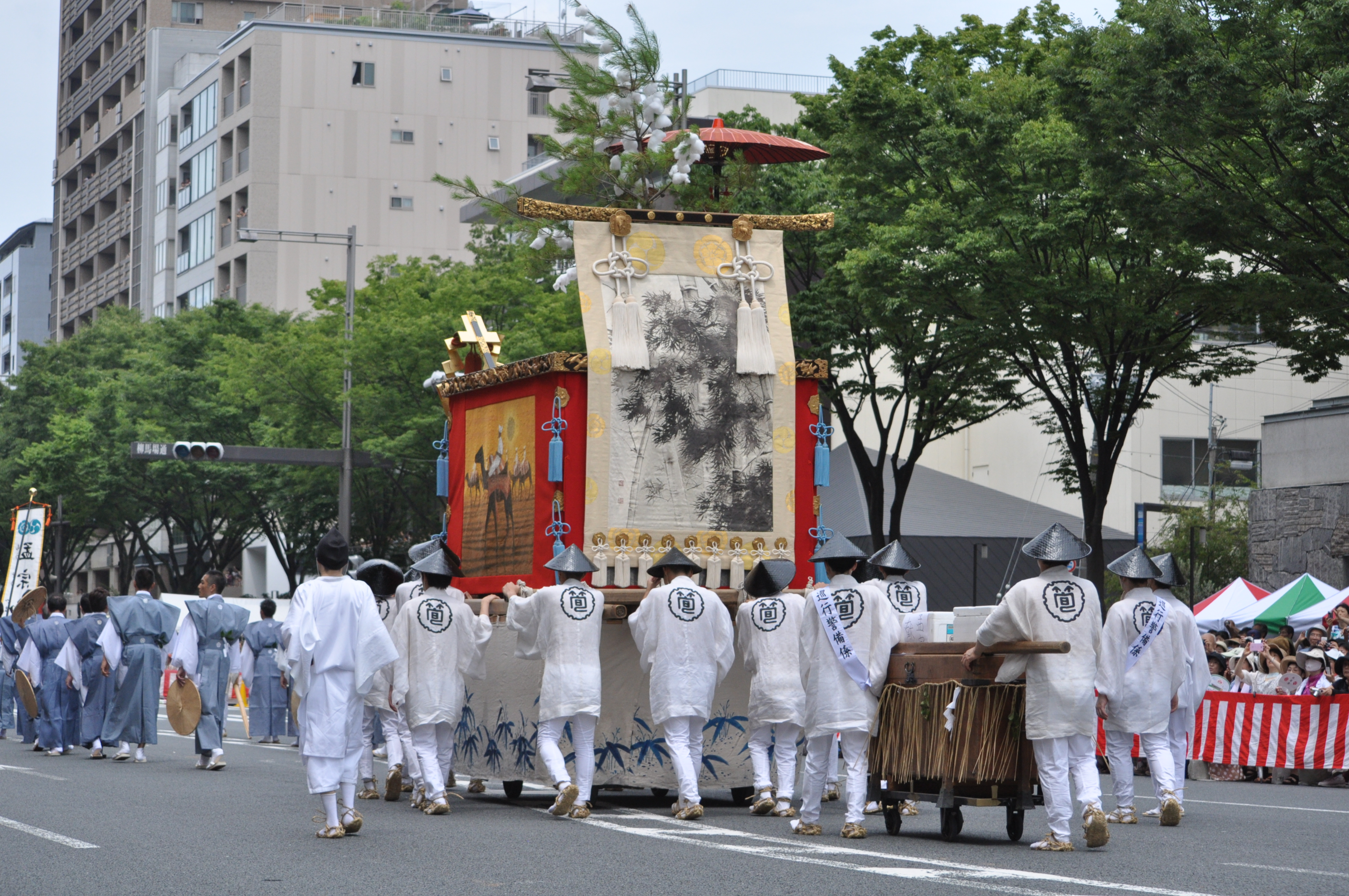
孟宗山（2017年7月17日撮影）

孟宗山（もうそうやま）は祇園祭の先祭の舁山の一つ。京都市中京区四条烏丸上ル笋町に位置する。

## 概要
孟宗山は別名「筍山（たけのこやま）」で「二十四孝」の一つ、孟宗が老いた母の為にタケノコを掘る話を取材している